# 巴罗 (阿格达)
巴罗是葡萄牙阿威罗区的一个堂区。总面积6.47平方公里，总人口2040人，人口密度315.3人/平方公里。